# John Trelawny (4e baronnet)
Pour les articles homonymes, voir Trelawny.
John Trelawny, 4e baronnet (26 juillet 1691 - 2 février 1756), de Trelawne en Cornouailles, est un homme politique anglais qui siège à la Chambre des communes de 1713 à 1734.

## Biographie
Il est le fils aîné de Jonathan Trelawny (3e baronnet) et de son épouse Rebecca Hele, fille de Thomas Hele de Bascombe, dans le Devon. Son père est évêque de Bristol, évêque d'Exeter et évêque de Winchester. Il s'inscrit à Christ Church, Oxford le 26 janvier 1708. Il épouse Agnes Blackwood, fille de Thomas Blackwood de Scotland. Il succède à son père comme baronnet le 19 juillet 1721.

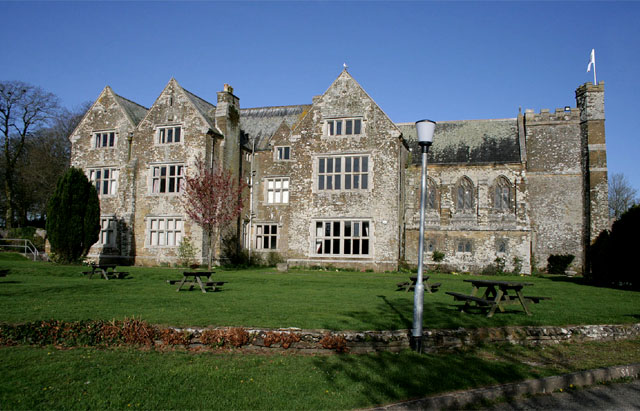
Trelawne House

La famille Trelawny a une influence politique considérable en Cornouailles. Il entre au Parlement lors d'une élection partielle le 20 avril 1713 en tant que député de West Looe, un siège familial, et est réélu aux Élections générales britanniques de 1713 peu après. Il est nommé valet de la chambre à coucher du prince de Galles en 1714. En 1715 il est réélu sans opposition en tant que député de Liskeard. Il est nommé enregistreur de East Looe vers 1721 et conserve son poste jusqu'en 1734. Il est réélu sans opposition en tant que député de West Looe en 1722, puis pour East Looe aux Élections générales britanniques de 1727. Il ne se représente pas en 1734.
Trelawny n'a pas d'enfants et son jeune frère, Edward Trelawny (gouverneur), gouverneur de la Jamaïque, est décédé avant lui. Il est remplacé comme baronnet par son cousin, Harry Trelawny (5e baronnet).